# Federación Sindical Mundial
Organización distinta de Federación Sindical Internacional (1901-1945).

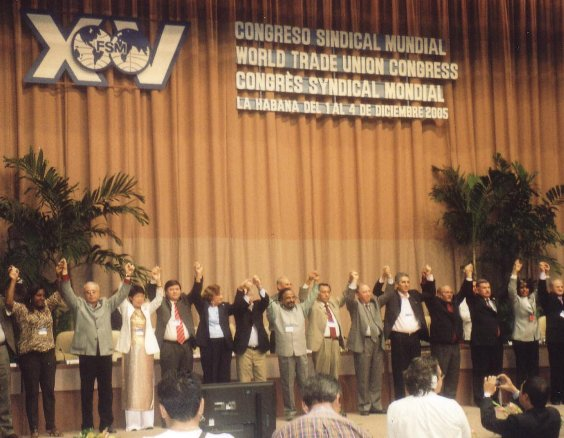
XV Congreso de la FSM, celebrado en La Habana (Cuba) en diciembre de 2005.

La Federación Sindical Mundial (FSM) es una federación internacional de sindicatos fundada el 3 de octubre de 1945 en París. Es una de las organizaciones sindicales internacionales más antigua del mundo. Sigue la línea del movimiento sindical de clase y lucha contra el capitalismo y el imperialismo, por una sociedad sin explotación del hombre por el hombre. Es de tendencia comunista y marxista-leninista.
Inicialmente agrupó a todos los sindicatos de Europa, América del Norte y el resto del mundo de tendencia socialdemócrata y comunista. Sin embargo, debido a las tensiones de la Guerra Fría y las posiciones divergentes entre los socialdemócratas y los comunistas, los primeros se separan y forman la Confederación Internacional de Organizaciones Sindicales Libres en 1949 - que fusionada a la CMT desde noviembre de 2006, forma la mayor central sindical mundial: la Confederación Sindical Internacional (CSI).
En la actualidad la FSM cuenta con 92 millones de miembros en 126 países. Su estructura, su organización y su dirección se compone (respectivamente) del Congreso Sindical Mundial, el Consejo Presidencial y el Secretariado.
- Desde 1945 hasta 1953 tuvo su sede en París.  Entre 1953 y 1956 la sede estuvo en Viena, la capital de Austria. Desde 1956 hasta 2005 la sede se estableció en Praga, capital primero de Checoslovaquia y desde 1993 de la República Checa. Desde enero de 2006 la sede mundial de la FSM se encuentra en Atenas, la capital de Grecia.

- En cada continente cuenta con una oficina regional. En todos los sectores importantes tiene Uniones Internacionales Sindicales (UIS).

La FSM tiene representantes permanentes ante organismos internacionales como la ONU, la UNESCO, la FAO o la OIT. Lucha a través de estos organismos y pone de manifiesto el monopolio que existe dentro de estos organismos. 
La FSM celebró su XVI Congreso Sindical Mundial en 2010, que tuvo lugar en Atenas. Asistieron 828 delegados de 101 países. Tomaron la palabra 105 delegados y se votaron resoluciones importantes sobre todas las reivindicaciones actuales de los trabajadores. 
La Conferencia eligió el nuevo Consejo Presidencial de 40 miembros por votación secreta.
Con vuestro permiso lo hacemos.

## Principios básicos de la FSM
- Funcionamiento democrático y elecciones para todas los órganos en todos los niveles.
- Orientación internacionalista y solidaridad Internacional, internacionalismo.
- Luchar por la paz y la amistad entre los pueblos, contra las guerras imperialistas.
- Defender el derecho de cada pueblo, cada clase obrera a decidir por sí mismos sobre su presente y futuro.
- Los recursos naturales de cada país pertenecen al pueblo y los trabajadores del país. La FSM se opone a la privatización.
- Unidad de la clase trabajadora y alianza con los campesinos pobres, los sin tierra, los intelectuales.
- Involucrar a los jóvenes, las mujeres y los trabajadores migrantes en la vida, acción y administración de los sindicatos.
- Prioridad a los temas de seguridad y salud para los trabajadores, la calidad de vida y el entorno en general.
- Máxima prioridad dentro de las empresas trasnacionales y la organización de la coordinación internacional la solidaridad obrera.
- Golpear el arribismo, el elitismo, la burocracia, la compra de conciencias y la corrupción.
- El derecho de todos los trabajadores a la salud, educación y seguridad social públicas y gratuitas. La mejora continua del nivel de vida, salarios y pensiones.
- La FSM como organización sindical clasista refuerza la crítica, la autocrítica y la emulación fraterna entre dirigentes y afiliados.
- Lucha por las libertades sindicales y democráticas. Está en contra de la violencia de Estado, el autoritarismo y la persecución de sindicalistas. Está en contra del neofascismo y el racismo.
- Organiza seminarios y formación sindicales.

## Estructura de la FSM
El Congreso Sindical Mundial (CSM) es el órgano supremo de la FSM. Se reúne cada 5 años por convocatoria del Consejo General o del Consejo Presidencial o a petición de las organizaciones miembro, que tienen que reunir al menos a un tercio de dichas organizaciones. Del Consejo General se elige el Secretariado General, el presidente y el Consejo Presidencial de la FSM, compuesto por 40 miembros.
Los Secretarios Generales de la FSM han sido:
| Secretario General | Mandato    | País                  |
| Louis Saillant     | 1945-1969  | Francia               |
| Pierre Gensous     | 1969-1978  | Francia               |
| Enrique Pastorino  | 1978-1980  | Uruguay               |
| Ibrahim Zakaria    | 1980-1990  | Sudán                 |
| Alexander Zarikov  | 1990-2005  | Unión Soviética Rusia |
| George Mavrikos    | Desde 2005 | Grecia                |

Asimismo, la FSM cuenta con un Secretariado compuesto por:
- Hariharan Mahadevan, Secretario General Adjunto
- Swadesh Dev Roye, Secretario General Adjunto
- Valentín Pacho, Secretario General Adjunto
- Federación General de Sindicatos de Siria
- Ahmed Ibrahim, Miembro del Secretariado
- Gilda Chacón, Representante de la Confederación de Trabajadores de Cuba (CTC)
- Artur Sequeira, Miembro Observador del Secretariado

Los Presidentes de la FSM han sido:
| Presidente                  | Mandato    | País        |
| Walter Citrine              | 1945-1946  | Reino Unido |
| Arthur Deakin               | 1946-1949  | Reino Unido |
| Giuseppe Di Vittorio        | 1949-1959  | Italia      |
| Agostino Novella            | 1959-1961  | Italia      |
| Renato Bitossi              | 1961-1969  | Italia      |
| Enrique Pastorino           | 1969-1975  | Uruguay     |
| Sándor Gáspár               | 1975-1989  | Hungría     |
| Indrajit Gupta              | 1989-1994  | India       |
| António Neto                | 1994-2000  | Brasil      |
| K. L. Mahendra              | 2000-2005  | India       |
| Shaban Assouz               | 2005-2016  | Argelia     |
| Michael Mzwandile Makwayiba | Desde 2016 | Sudáfrica   |

La FSM cuenta con Oficinas Regionales y Subregionales en cada continente:
| Región            | Sede                     |
| África Anglófona  | Johannesburgo, Sudáfrica |
| África Francófona | Libreville, Gabón        |
| Asia-Pacífico     | Nueva Delhi, India       |
| Europa            | Nicosia, Chipre          |
| América Latina    | La Habana, Cuba          |
| Oriente Medio     | Damasco, Siria           |
| América del Norte | Nueva York, EE. UU.      |

Las organizaciones según su sector de la producción se agrupan en Uniones Internacionales de los Sindicatos (UIS) son:
| Sector                                   | Sede                |
| Agroalimentación                         | París, Francia      |
| Bancos y Aseguradoras                    | Nueva Delhi, India  |
| Trabajadores de la Construcción y Afines | Helsinki, Finlandia |
| Educación                                | Daca, Bangladés     |
| Energía, Química y Petróleo              | París, Francia      |
| Metal y Minería                          | São Paulo, Brasil   |
| Servicios Públicos                       | São Paulo, Brasil   |
| Turismo y Hostelería                     | El Cairo, Egipto    |
| Transporte                               | Lisboa, Portugal    |
| Pensionistas                             | Barcelona, España   |
| Textil, Confección y Cuero               | El Cairo, Egipto    |

## Congresos Sindicales Mundiales
| Edición | Fecha                          | Sede                  |
| I       | 3-8 de octubre de 1945         | París, Francia        |
| II      | 29 de junio-9 de julio de 1949 | Milán, Italia         |
| III     | 10-21 de octubre de 1953       | Viena, Austria        |
| IV      | 4-15 de octubre de 1957        | Leipzig, RDA          |
| V       | 4-15 de diciembre de 1961      | Moscú, URSS           |
| VI      | 8-22 de octubre de 1965        | Varsovia, Polonia     |
| VII     | 17-31 de octubre de 1969       | Budapest, Hungría     |
| VIII    | 15-22 de octubre de 1973       | Varna, Bulgaria       |
| IX      | 16-23 de abril de 1978         | Praga, Checoslovaquia |
| X       | 10-15 de febrero de 1982       | La Habana, Cuba       |
| XI      | 1986                           | Berlín Oriental, RDA  |
| XII     | 13-19 de noviembre de 1990     | Moscú, URSS           |
| XIII    | 1994                           | Damasco, Siria        |
| XIV     | 25-28 de marzo de 2000         | Nueva Delhi, India    |
| XV      | Diciembre de 2005              | La Habana, Cuba       |
| XVI     | 6-10 de abril de 2011          | Atenas, Grecia        |
| XVII    | 5-8 de octubre de 2016         | Durban, Sudáfrica     |

## Sindicatos afiliados
| País            | Sindicato                                                                |
| Bangladés       | Sindicato Kendra de Bangladés                                            |
| Brasil          | Unidad Clasista                                                          |
| Bolivia         | Central Obrera Boliviana (COB)                                           |
| China           | Federación Nacional de Sindicatos                                        |
| Colombia        | Union Sindical Bancaria (USB)                                            |
| Corea del Norte | Federación General de Sindicatos de Corea                                |
| Cuba            | Central de Trabajadores de Cuba (CTC)                                    |
| España          | Alternativa Sindical de Clase (ASC)                                      |
| España          | Intersindical-CSC (I-CSC)                                                |
| España          | Coordinadora Obrera Sindical (COS)                                       |
| España          | Frente Sindical Obrero de Canarias (FSOC)                                |
| España          | Langile Abertzaleen Batzordeak (LAB)                                     |
| España          | Central Unitaria de Traballadores (CUT)                                  |
| Francia         | Federaciones de la CGT                                                   |
| Grecia          | Frente Militante de Todos los Trabajadores (PAME)                        |
| Honduras        | Federación Unitaria de Trabajadores de Honduras (FUTH)                   |
| India           | Central de Sindicatos de la India                                        |
| Irán            | Casa de los Trabajadores                                                 |
| Italia          | Unión Sindical de Base (USB)                                             |
| Japón           | Confederación Nacional de Sindicatos (Zenroren)                          |
| Mónaco          | Unión de los Sindicatos de Mónaco (USM)                                  |
| Palestina       | Unión General de Trabajadores Palestinos                                 |
| Perú            | Confederación General de Trabajadores del Perú (CGTP)                    |
| Portugal        | Confederación General de los Trabajadores Portugueses (CGTP-IN)          |
| Serbia          | Organización Sindical Sloga                                              |
| Siria           | Federación General de Sindicatos                                         |
| Sudáfrica       | COSATU                                                                   |
| Venezuela       | Central Unitaria de Trabajadores de Venezuela (CUTV)                     |
| Vietnam         | Confederación General del Trabajo de Vietnam                             |
| Nicaragua       | Confederación Sindical de Trabajadores Roger Barrantes Estrada (CST-RBE) |